# Raikot
Raikot là một thành phố và là nơi đặt hội đồng đô thị (municipal council) của quận Ludhiana thuộc bang Punjab, Ấn Độ.

## Địa lý
Raikot có vị trí 30°39′B 75°36′Đ / 30,65°B 75,6°Đ Nó có độ cao trung bình là 235 mét (770 feet).

## Nhân khẩu
Theo điều tra dân số năm 2001 của Ấn Độ, Raikot có dân số 24.738 người. Phái nam chiếm 53% tổng số dân và phái nữ chiếm 47%. Raikot có tỷ lệ 66% biết đọc biết viết, cao hơn tỷ lệ trung bình toàn quốc là 59,5%: tỷ lệ cho phái nam là 70%, và tỷ lệ cho phái nữ là 62%. Tại Raikot, 12% dân số nhỏ hơn 6 tuổi.